# Stadtteilschule Oldenfelde
Die Stadtteilschule Oldenfelde ist eine staatliche Stadtteilschule im Hamburger Stadtteil Rahlstedt.

## Geschichte

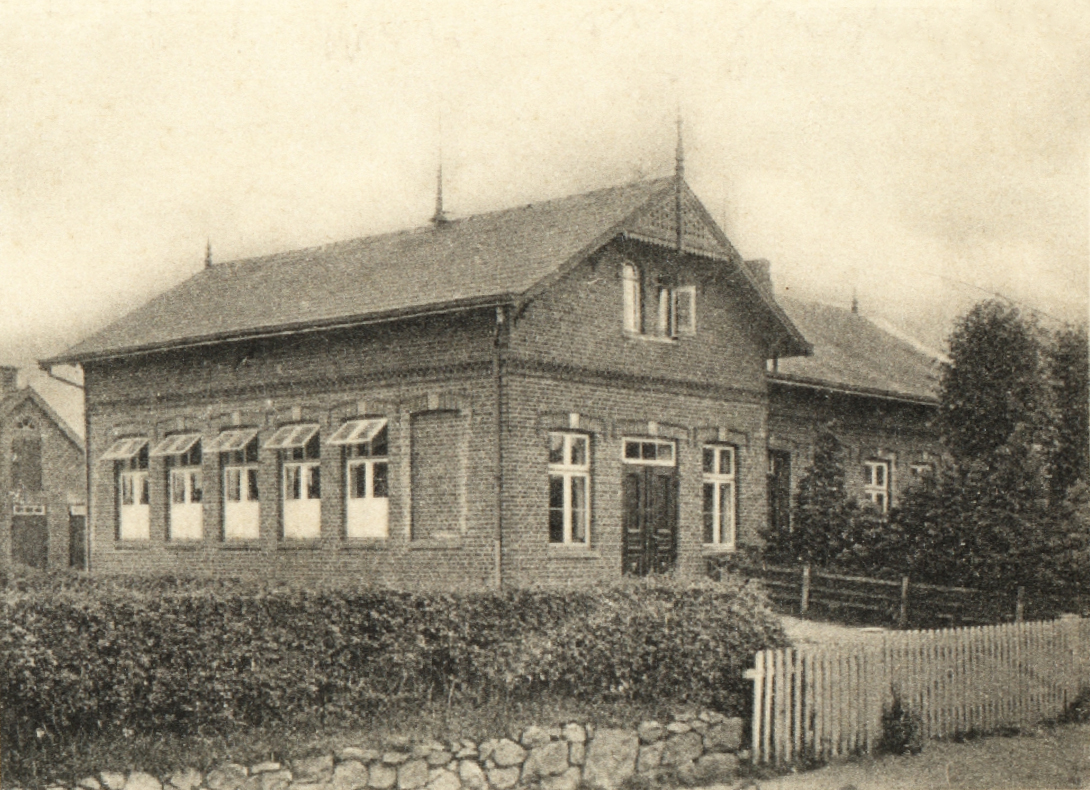
Das Schulgebäude von 1886 bis 1900

Im 19. Jahrhundert gehörte Oldenfelde zum Schuldistrikt Alt-Rahlstedt und die Oldenfelder Kinder mussten über die unbefestigte Landstraße und einen noch nicht genügend gesicherten  Bahnübergang zur Schule nach Alt-Rahlstedt.
Im Juni 1886 wurde der Grundstein der Schule gelegt und schon am 4. Oktober des gleichen Jahres wurde die Einklassenschule eröffnet.
Erst später wurde am 17. Oktober 1886 der Kaufvertrag zwischen dem Hufner Hans Hinrich Eggers II. und der Oldenfelder Gemeinde geschlossen, mit dem für 1.200 Mark ein Teil des sogenannten Roggenhofs mit 2.523 m² an der Ecke Oldenfelder Straße / Hufnerstraße (heute Dellingsdorfer Weg) verkauft wurde.
Eine dem Vertrag beiliegende Handzeichnung vom September des gleichen Jahres verdeutlicht, dass zu diesem Zeitpunkt bereits Schulgebäude und Lehrerwohnung errichtet worden waren.
Es gab ein etwa 11 × 9 Meter großes Schulhaus und eine etwa 11 × 7 Meter große Lehrerwohnung. Beides war aus Stein errichtet und hatte jeweils ein Schieferdach.
Beide Gebäude waren verbunden und in Form eines T angeordnet.
Zur Schule gehörten auch ein Kuh- und Schweinestall sowie ein Garten.
Erster Lehrer, für zunächst 62 Kinder, wurde der 28-jährige aus Kuhlenbrook stammende Hans Hinrich Gustav Bumann. Dieser war vorher sechs Jahre lang Lehrer der Schule in Osterhorn.
Die Unterrichtszeiten lagen zu Beginn von 8:00 bis 11:00 und von 13:00 bis 16:00 Uhr.

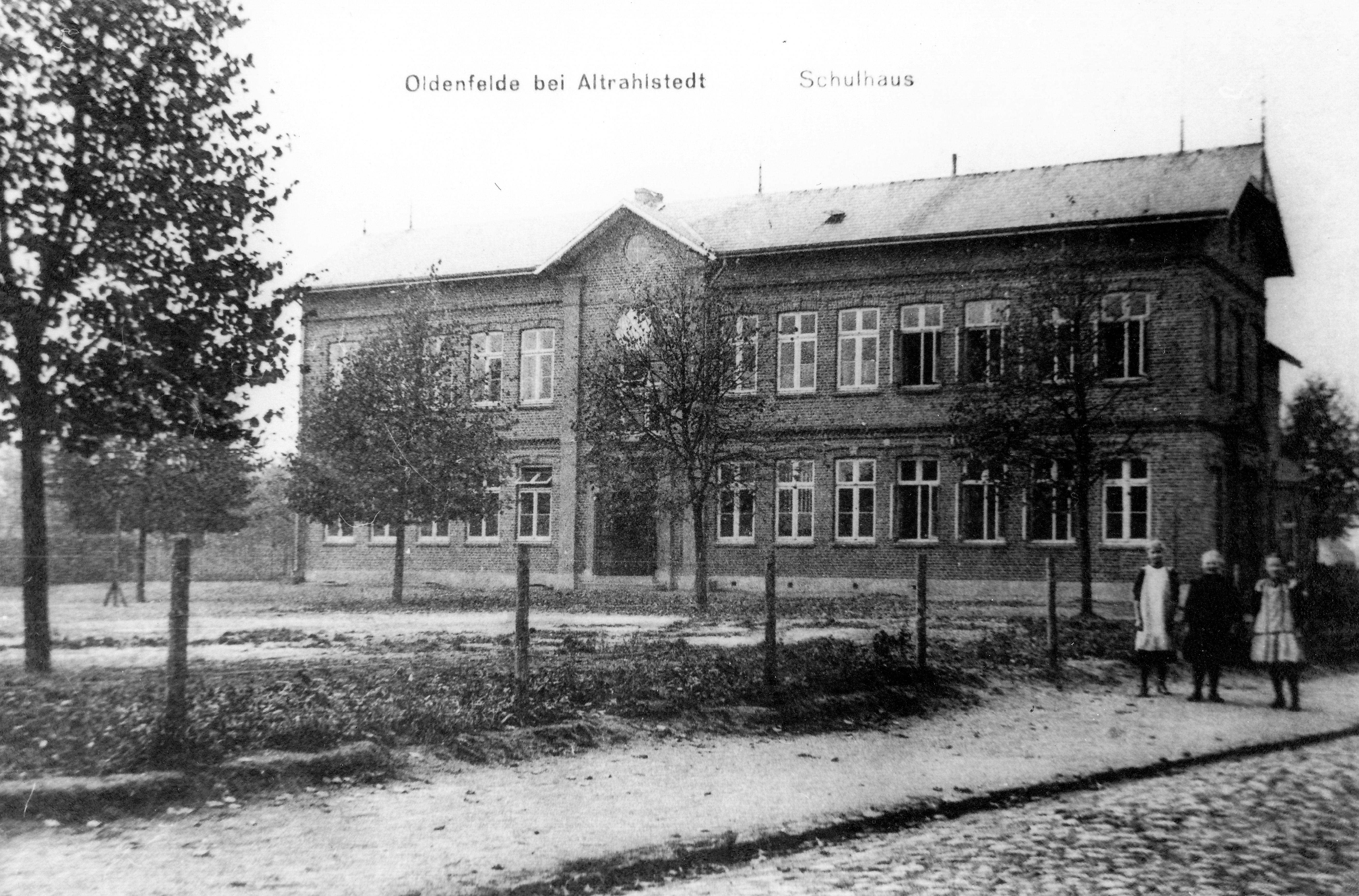
Vergrößertes Schulgebäude nach 1900

1893 war die Schülerzahl auf mehr als 80 gestiegen, so dass zum 1. Mai die Halbtagsschule eingeführt wurde.
Im Juni des Jahres 1900 hatte die Schülerzahl 96 erreicht, von denen 46 in die erste Klasse und 50 in die zweite Klasse gingen. Es wurde daher beschlossen, ab Beginn der Sommerferien einen Erweiterungsbau zu errichten und einen zweiten Lehrer anzustellen. Der Bau wurde zum 7. November des gleichen Jahres weitestgehend fertiggestellt und der Unterricht konnte erneut beginnen. Zu Ostern 1901 erhielt die zweite Klasse dann ihren eigenen Lehrer, Jasper Braker aus Ratzeburg.
Zum 1. Mai 1902 wurde Emma Kluth, der vertretungsweise die 2. Klasse übertragen wurde, die erste Lehrerin an der Oldenfelder Schule.
1904 wurde die Elektrische Kleinbahn von Rahlstedt nach Volksdorf eröffnet und direkt vor der Schule wurde ein Haltepunkt eingerichtet, der die Verkehrsanbindung deutlich verbesserte.
Das Schulgelände wurde 1906 durch einen Zukauf vom Nachbarhof vergrößert.
Bis 1911 wuchs die Schülerzahl auf 142 und die dritte Klasse wurde eingerichtet.
Im Folgejahr wurde das Schulgebäude nach Süden verlängert und ein Obergeschoss aufgestockt.
Während des Ersten Weltkrieges sank die Schülerzahl auf etwa 100 Schüler, fiel in den Folgejahren weiter und erreichte 1925 mit 79 Schülern ihren Tiefpunkt.
Bei einer Schulinspektion im Herbst 1927 wurden bei 52 von 156 Schulkindern festgestellt, dass diese körperlich sehr schwächlich waren und diese Kinder erhielten von der Gemeinde eine Zeit lang täglich ein Milchbrötchen und ¼ Liter Milch. Die Schülerzahl wuchs weiter und stieg 1929 durch die Übernahme der Oberstufenschüler aus Meiendorf auf 221.
1930 wurde an der Südseite ein Erweiterungsbau mit zwei weiteren Klassenräumen und vier weiteren Räumen errichtet. Eine Baracke für zwei weitere Klassen kam 1932 hinzu.
Im Zweiten Weltkrieg mussten die Schüler während der Luftalarme in den Luftschutzkeller unter dem Hauptgebäude und nachts hielten die Lehrer abwechselnd Luftschutzwache. 1945 wurde das Hauptgebäude zu einem Lazarett und der Unterricht fand in Gaststätten, wie dem Lindenhof oder Privathäusern statt.
Auch nach dem Krieg konnten die alten Schulgebäude zunächst nicht genutzt werden und die Kinder gingen erst in der Amtsstraße 79 und später in der Oldenfelder Str. 44, dem ehemaligen „Haus der Jugend“ zum Unterricht. Als das Schulgebäude wieder bezogen werden konnte, waren die Klassen überfüllt und es fehlte an Heizmaterial. 1949 gingen 1103 Schüler in die insgesamt 9 Klassen.

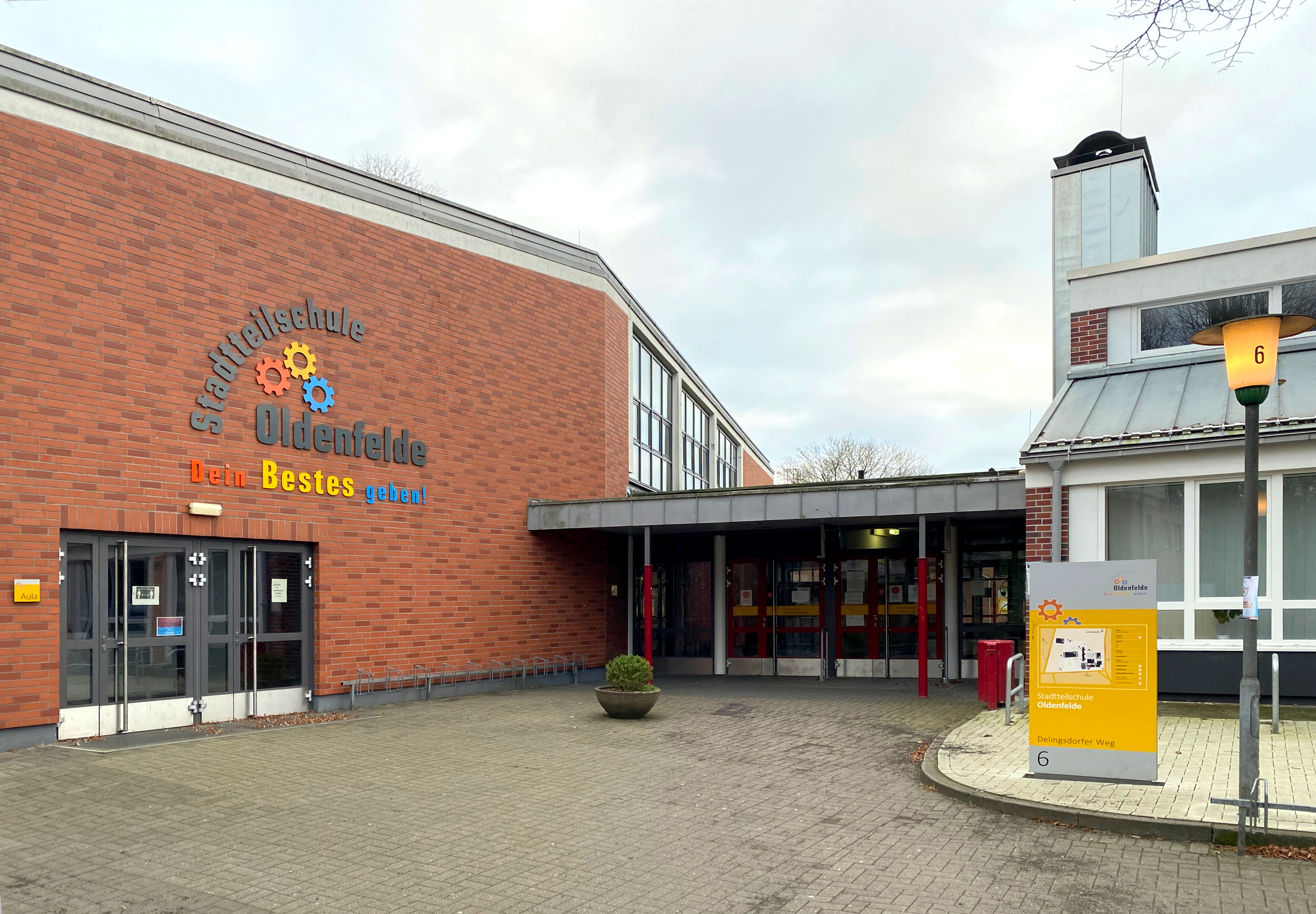
Eingangsbereich der Schule

1958 begann der Schulneubau mit hellen, modern eingerichteten Klassenräumen, einer Turnhalle und einer Aula. Fachräume entstanden in einem neu erbauten Fachhaus.
Das alte Schulgebäude wurde zunächst weitergenutzt, 1962  aber schließlich abgerissen. 1976 wurde eine Freisportanlage direkt neben der Schule errichtet. Im September 1986 feierte die Schule als Haupt- und Realschule ihr hundertjähriges Bestehen im Rahmen einer Festwoche.
Am 28. Juni 2014 wurden im Beisein des Hamburger Schulsenators Ties Rabe erstmals an der Schule Abschlusszeugnisse mit der allgemeinen Hochschulreife überreicht.
Seit 2016 nutzen die Schüler der Stadtteilschule gemeinsam mit den Schülern des benachbarten Gymnasium Oldenfelde eine neu errichtete Mensa.

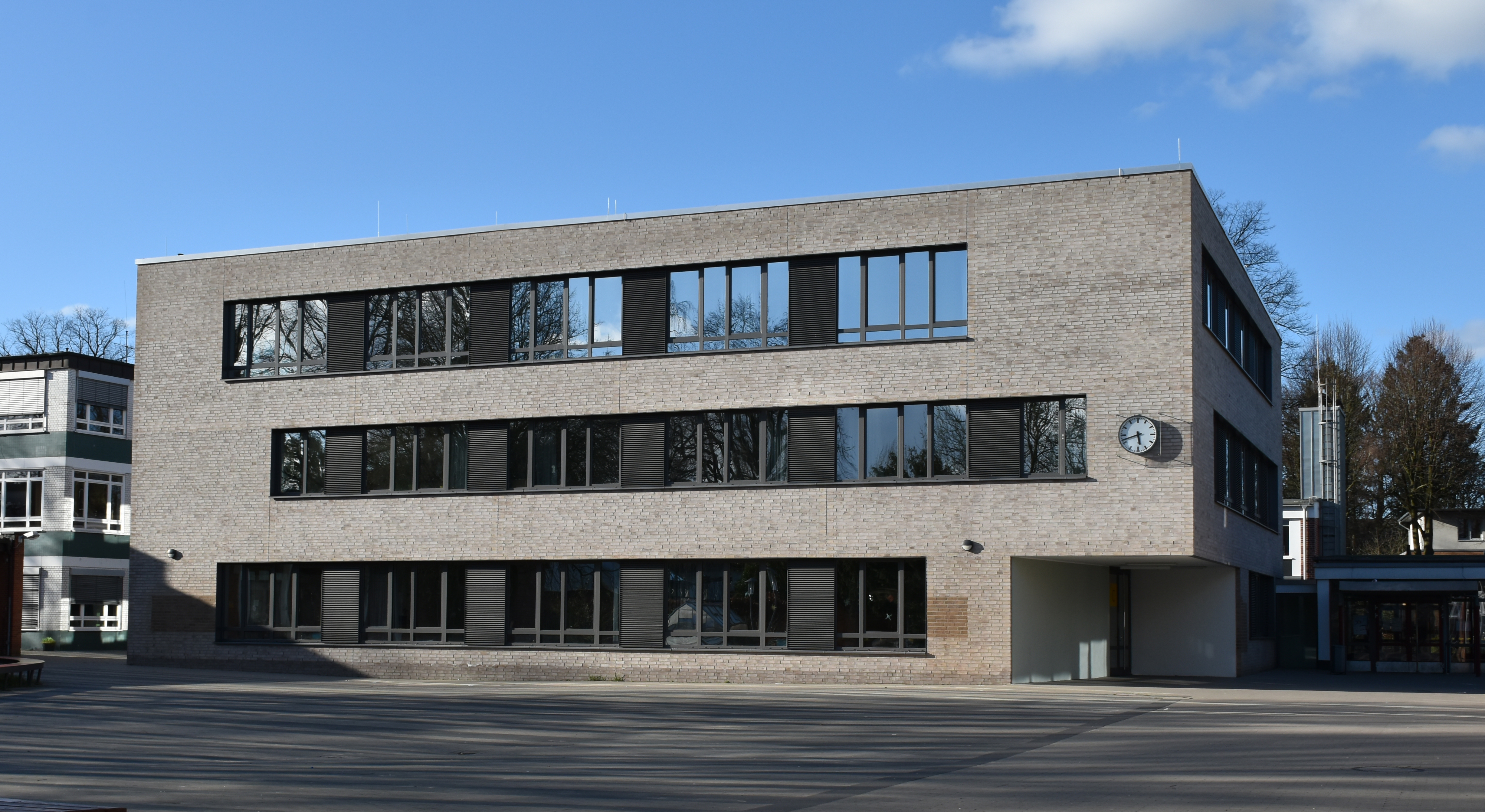
2017 errichtetes Gebäude

2017 wurde ein Neubau mit Klassen-, Fach- und Verwaltungsräumen errichtet, der bereits bestehende Gebäude miteinander verbindet.

## Schulprofil
Die Stadtteilschule Oldenfelde ist eine Offene Ganztagsschule. Das Angebot der Ganztagsbetreuung bis 16:00 Uhr wurde seit der Schulreform von 2010 für alle staatlichen Schulen in Hamburg zur Pflicht, wird wie an den meisten Stadtteilschulen aber optional angeboten. Die Schule hatte im Schuljahr 2022/23 963 Schüler. Im Hamburger Schulinfosystem werden 4 Parallelklassen für die 5. Klasse angegeben. Tatsächlich gibt es seit 2020 wegen hoher Anmeldezahlen aber jeweils sechs Parallelklassen in der fünften Klassenstufe, was wegen fehlender Räumlichkeiten mit Hilfe von Unterrichtscontainern umgesetzt wird. Ab dem Schuljahr 2023/24 wird es wegen weiter steigender Anmeldezahlen für die 184 neuen Schüler sogar 8 Parallelklassen geben. Eine vom Elternrat gestartete Onlinepetition zur Beibehaltung der 6-Zügigkeit, erreichte mehr als 600 Unterstützerunterschriften, wurde aber nicht berücksichtigt.
Bei der Erhebung des Sozialindex für Hamburger Schulen 2021 wurde für die Stadtteilschule Oldenfelde auf einer Skala von 1 (besonders schwierige Rahmenbedingungen) bis 6 (sehr günstige Rahmenbedingungen) ein Sozialindex von 4 errechnet. Im Vergleich zu 2013 entsprach dies einer Verbesserung um eine Stufe.

### Oberstufenprofile
Die Stadtteilschule Oldenfelde bietet folgende Oberstufenprofile an:
- Modern History of Nations
- „Global Village“ – Die Welt im Wandel
- „Nature“ – Forschung und Wissenschaft

Diese werden ergänzt durch einen Wahlpflichtbereich mit den Fächern:
- Psychologie,
- Wirtschaft,
- Zertifikatskurs Cambridge,
- Informatik,
- DELE (Spanisch – Zertifikatsprüfung möglich)
- Sport mit Sporttheorie (als 4. Prüfungsfach im Abitur möglich) und
- Philosophie

## Auszeichnungen und Kooperationspartner
- Klimaschule[13]
- Umweltschule[14]
- Siegel für vorbildliche Berufsorientierung[15]
- Gesunde Schule[16]
- Herzretter[16]
- Stiftung Kinderjahre[16][17]